# Antidythemis
Genre
Antidythemis est un genre d'insectes de la famille des Libellulidae appartenant au sous-ordre des anisoptères dans l'ordre des odonates. Il comprend deux espèces.

## Espèces du genreAntidythemis
Espèces du genre Antidythemis  :
- Antidythemis  nigra Buchholz, 1952
- Agrionoptera trameiformis Kirby, 1889